# Tyler Smith (basket-ball, 1986)
Pour l'homonyme, voir aussi Tyler Smith (baseball).
Tyler Smith, né le 4 septembre 1986 à Pulaski au Tennessee, est un joueur américain de basket-ball.